# Abraham Dee Bartlett

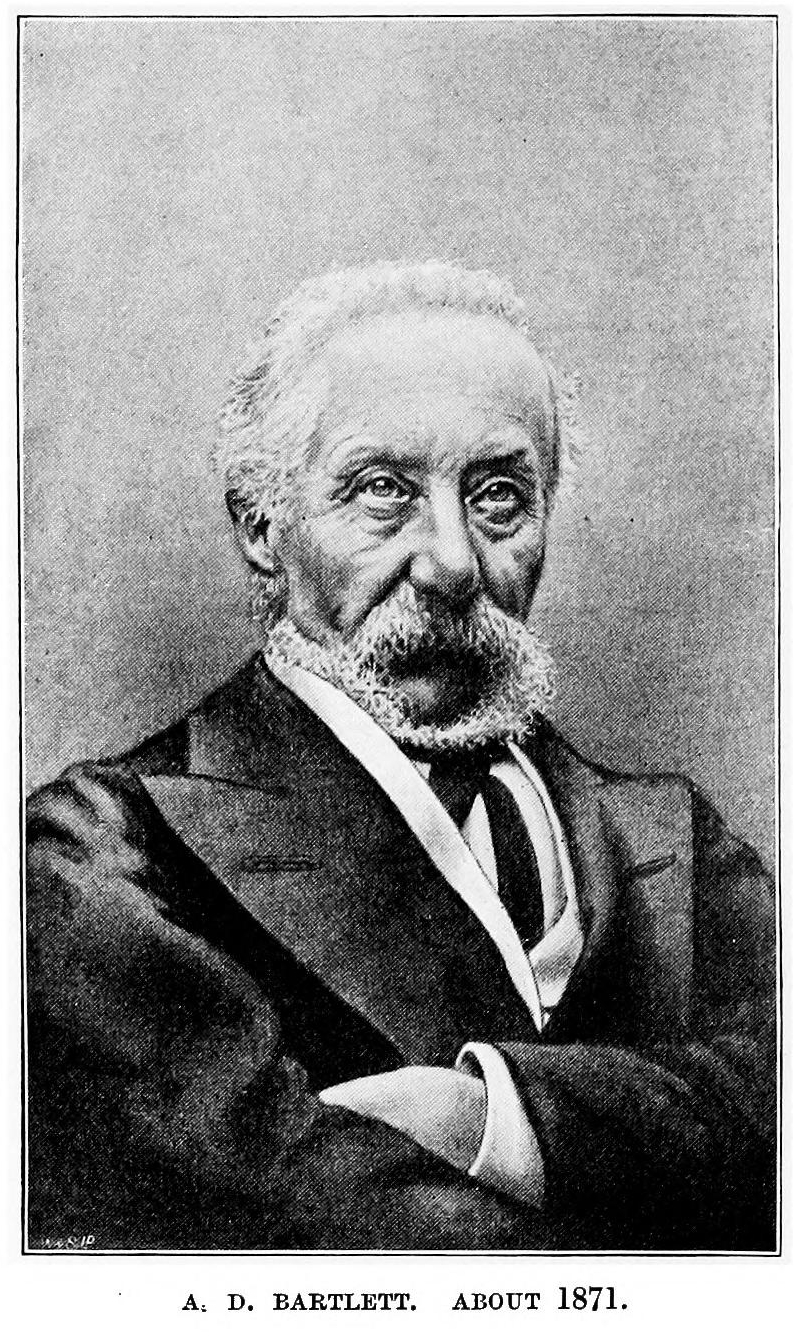
Abraham Dee Bartlett

Abraham Dee Bartlett (* 27. Oktober 1812; † 7. Mai 1897 im London Zoo, London) war ein englischer Zoologe und Taxidermist.
Ab 1834 war er Leiter mehrerer naturkundlicher Einrichtungen in London. Mit Charles Darwin hatte er zwischen 1860 und 1872 einen ausgedehnten Briefwechsel.
Er ist der Vater von Edward Bartlett.